# Palazzo Rose
Palazzo Rose è un edificio del centro storico di Firenze, situato tra via de' Vecchietti 1 e via degli Strozzi 20r-22r-24r.

## Storia e descrizione
Il palazzo fu costruito durante gli anni dell'allargamento della via e delle demolizioni tardo ottocentesche nell'ambito del progetto di risanamento del vecchio centro cittadino, sul terreno dove una volta si trovava la piazza di San Donato de' Vecchietti e l'omonima chiesetta.
Determina una delle cantonate tra via de' Vecchietti e via degli Strozzi e, come documentano i disegni conservati presso l'Archivio Storico del Comune di Firenze, è opera riconducibile a un progetto datato al 1891 e firmato dall'architetto Gustavo Mariani, per quanto la letteratura indichi come coautore Augusto Rose, all'ora proprietario dell'immobile. L'edificio non si discosta significativamente dai modelli neorinascimentali in voga al tempo, con il terreno segnato dal paramento in pietra artificiale, il grande portone centrale sormontato da balcone, le finestre profilate in pietra e allineate su fasce marcadavanzale, il tutto con evidente riferimento a modelli cinque-seicenteschi riletti in modo forse freddo e compassato. Tuttavia il disegno dei fronti appare di notevole equilibrio e assolutamente nel solco della tradizione locale, grazie alla sobrietà degli elementi decorativi e soprattutto ai larghi intervalli delle aperture, che lasciano prevalere i pieni delle superfici intonacate sui vuoti delle finestre e delle grandi arcate del terreno, profilate da cornici modanate e incassate. Per quanto il quarto e l'ultimo piano sembrino una soprelevazione posteriore, è notevole l'estensione, visti gli attuali quattro piani e le facciate di cinque e tre assi, rispettivamente su via de' Vecchietti e via degli Strozzi. Oggi il palazzo è di proprietà condominiale.